# 25 juin dans les chemins de fer
25 mai 25 juillet
Chronologies thématiques
- Croisades
- Sports
- Disney

Cette page concerne les événements qui se sont déroulés un 25 juin dans les chemins de fer.

## Événements

### XIXesiècle
- 1856. Belgique : arrêté royal approuvant la création de la Compagnie du chemin de fer de Lichtervelde à Furnes créée par Thomas Green[1].

### XXesiècle
- 1994. Royaume-Uni : Des morceaux de béton délibérément posés sur la voie par des vandales près de Greenock, en Écosse, a provoqué le déraillement d'un train et le décès du conducteur et d'un passager. Les deux coupables, âgés chacun de 17 ans, ont été condamnés à 15 ans de prison pour homicide volontaire.

### XXIesiècle
- 2006. France : les premiers TGV Est européen ont fait leur entrée sur la ligne classique Paris-Châlons-en-Champagne-Metz-Luxembourg.
- 2011. France : mise en service du tramway d'Angers.